# Aberfoyle River
Aberfoyle River är ett vattendrag i Australien. Det ligger i delstaten New South Wales, i den sydöstra delen av landet, omkring 430 kilometer norr om delstatshuvudstaden Sydney.
I omgivningarna runt Aberfoyle River växer i huvudsak städsegrön lövskog. Trakten runt Aberfoyle River är nära nog obefolkad, med mindre än två invånare per kvadratkilometer. Genomsnittlig årsnederbörd är 1 380 millimeter. Den regnigaste månaden är januari, med i genomsnitt 314 mm nederbörd, och den torraste är oktober, med 6 mm nederbörd.